# زیردریایی یو-۱۳۰۸
زیردریایی یو-۱۳۰۸ (به انگلیسی: German submarine U-1308) یک زیردریایی است که طول آن ۶۷٫۱۰ متر (۲۲۰ فوت ۲ اینچ) و ارتفاع آن ۹٫۶ متر (۳۱ فوت ۶ اینچ) می‌باشد. این زیردریایی در سال ۱۹۴۴ ساخته شد.